# Thomas Kreuzhuber
Thomas Kreuzhuber (* 9. März 1994 in Wien) ist ein österreichischer Fußballspieler.

## Karriere
Kreuzhuber begann seine Karriere bei Hellas Kagran. Zur Saison 2005/06 wechselte er zum FC Stadlau. Zur Saison 2008/09 kam er in die Akademie des FK Austria Wien, bereits nach einem Jahr kehrte er aber wieder nach Stadlau zurück, wo er ab der Saison 2011/12 dann auch für die erste Mannschaft in der Wiener Stadtliga spielte. Zur Saison 2014/15 wechselte er zum Regionalligisten SC Neusiedl am See. In einem halben Jahr in Neusiedl kam er zu neun Einsätzen in der Regionalliga Ost.
Im Jänner 2015 wechselte der Verteidiger innerhalb der Ostliga zu den Amateuren der SV Mattersburg. Mit diesen stieg er zu Saisonende aber aus der dritthöchsten Spielklasse ab. In zweieinhalb Jahren bei Mattersburg II absolvierte er 60 Ligapartien für die Burgenländer. Zur Saison 2017/18 schloss Kreuzhuber sich dem ebenfalls viertklassigen SV Stripfing aus Niederösterreich an. Für Stripfing spielte er 28 Mal in der Landesliga.
Zur Saison 2018/19 wechselte Kreuzhuber zum Regionalligisten ASK Ebreichsdorf. In zwei Jahren kam er zu 46 Ostligaeinsätzen. Nach der Saison 2019/20 zogen sich die Niederösterreicher allerdings aus der Regionalliga zurück, woraufhin er zum viertklassigen First Vienna FC in seiner Heimat Wien wechselte. Mit der Vienna stieg er zunächst 2021 in die Ostliga und dann 2022 direkt weiter in die 2. Liga auf. Sein Zweitligadebüt gab er im Juli 2022, als er am ersten Spieltag der Saison 2022/23 gegen den FC Blau-Weiß Linz in der Startelf stand. Im März 2023 wurde sein Vertrag bis Sommer 2024 verlängert.
Nach vier Jahren in Döbling verließ er die Vienna per Vertragsende nach der Saison 2023/24 und kehrte zum fünftklassigen ASK Ebreichsdorf zurück.